# گرگ بارتون
گرگ بارتون (انگلیسی: Greg Barton؛ زادهٔ ۲ دسامبر ۱۹۵۹) قایقران کانو اهل ایالات متحده آمریکا بود.
وی در مسابقات کشوری و بین‌المللی در مجموع برندهٔ ۶ مدال طلا، ۱ مدال نقره، ۳ مدال برنز شده‌است.